# Cyber Monday
Cyber Monday (dall'inglese, Lunedì cibernetico) è un termine di marketing per il lunedì dopo la festa del Ringraziamento negli Stati Uniti d'America. Il termine è stato coniato da Ellen Davis della National Retail Federation e Scott Silverman e ha fatto il suo debutto il 28 novembre 2005, in un comunicato stampa di Shop.org intitolato "Cyber Monday". È il lunedì dopo il Ringraziamento e la maggior parte delle volte cade a novembre. 

## Storia
Tale consuetudine fu ideata su Internet nel 2005 da un sito di e-commerce e divenne rapidamente comune a molti altri negozi online, tanto che da alcuni anni negli Stati Uniti è diventato un significativo evento commerciale, sponsorizzato dalla National Retail Federation, in cui i dettaglianti online propongono promozioni ai clienti. Questo evento costituisce assieme al Black Friday un valido indicatore statistico sulla capacità e predisposizione alla spesa dei consumatori statunitensi, tanto da essere attentamente osservato dagli analisti finanziari e dagli ambienti borsistici statunitensi e internazionali.